# Tournoi d'ouverture du championnat du Costa Rica de football 2017
Navigation
Saison précédente Saison suivante
Le Tournoi Apertura 2017 est le vingt-et-unième tournoi saisonnier disputé au Costa Rica.
C'est cependant la 106e fois que le titre de champion du Costa Rica est remis en jeu.
Lors de ce tournoi, le Deportivo Saprissa a tenté de conserver son titre de champion du Costa Rica face aux onze meilleurs clubs costariciens.
Chacun des douze clubs participant au championnat était confronté deux fois aux onze autres équipes. Puis les quatre meilleurs se sont affrontés lors d'une seconde phase à la fin de la saison, avant de terminer par une finale entre les vainqueurs des deux phases de la compétition.
Seulement une place était qualificative pour la Ligue des champions de la CONCACAF ou pour la Ligue de la CONCACAF.

## Les 12 clubs participants
| \| LD Alajuelense CS Cartagines CS Herediano Limon FC Municipal Pérez Zeledon AD Carmelita Deportivo Saprissa Universidad AD Municipal Liberia SD Santos Guadalupe FC — Municipal Grecia \| Localisation des clubs. |
| LD Alajuelense CS Cartagines CS Herediano Limon FC Municipal Pérez Zeledon AD Carmelita Deportivo Saprissa Universidad AD Municipal Liberia SD Santos Guadalupe FC — Municipal Grecia                               |

Ce tableau présente les douze équipes qualifiées pour disputer le championnat 2017-2018. On y trouve le nom des clubs, le nom des stades dans lesquels ils évoluent ainsi que la capacité et la localisation de ces derniers.
| Club                    | Stade                                   | Capacité | Ville                  |
| LD Alajuelense          | Stade Alejandro Morera Soto             | 17 900   | Alajuela               |
| AD Carmelita            | Stade Alejandro Morera Soto             | 17 900   | Alajuela               |
| CS Cartagines           | Stade José Rafael Fello Meza Ivankovich | 13 500   | Cartago                |
| Municipal Grecia        | Stade Allen Riggioni                    | 4 000    | Grecia                 |
| Guadalupe FC            | Stade Coyella Fonseca                   | 4 500    | Guadalupe              |
| CS Herediano            | Stade Eladio Rosabal Cordero            | 8 100    | Heredia                |
| Limon FC                | Stade Juan Gobán                        | 3 000    | Puerto Limón           |
| AD Municipal Liberia    | Stade Edgardo Baltodano Briceño         | 5 000    | Liberia                |
| Municipal Pérez Zeledon | Stade Municipal Pérez Zeledón           | 6 000    | San Isidro del General |
| SD Santos               | Stade Ebal Rodríguez                    | 3 000    | Guápiles               |
| Deportivo Saprissa      | Stade Ricardo Saprissa                  | 23 100   | San José               |
| Universidad             | Stade Ecológico                         | 1 800    | San José               |

## Compétition
Le tournoi Apertura change de format et se déroule de la façon suivante, en trois phases :
- La phase régulière : les quatorze journées de championnat.
- La seconde phase : les six journées de championnat supplémentaire.
- La finale : la confrontation aller-retour entre les vainqueurs des deux phases.

### Phase de qualification
Lors de la phase de qualification les douze équipes s'affrontent à deux reprises selon un calendrier tiré aléatoirement.
Les quatre meilleures équipes sont directement qualifiées pour la seconde phase.
Le premier est quant à lui également qualifié d'office pour la finale du championnat.
Le classement est établi sur le barème de points classique (victoire à 3 points, match nul à 1, défaite à 0).
Le départage final se fait selon les critères suivants :
- Le nombre de points.
- La différence de buts générale.
- La différence de buts particulière.
- Le nombre de buts marqué.

| Rang | Équipe                  | Pts | J  | G  | N  | P  | Bp | Bc | Diff |
| ---- | ----------------------- | --- | -- | -- | -- | -- | -- | -- | ---- |
| 1    | CS Herediano            | 54  | 22 | 16 | 6  | 0  | 41 | 12 | +29  |
| 2    | Deportivo Saprissa T    | 43  | 22 | 13 | 4  | 5  | 50 | 27 | +23  |
| 3    | SD Santos               | 40  | 22 | 11 | 7  | 4  | 46 | 28 | +18  |
| 4    | Municipal Pérez Zeledon | 36  | 22 | 10 | 6  | 6  | 43 | 33 | +10  |
| 5    | LD Alajuelense          | 31  | 22 | 8  | 7  | 7  | 38 | 31 | +7   |
| 6    | Municipal Grecia P      | 31  | 22 | 8  | 7  | 7  | 31 | 37 | -6   |
| 7    | Limon FC                | 30  | 22 | 7  | 9  | 6  | 35 | 36 | -1   |
| 8    | CS Cartagines           | 23  | 22 | 4  | 11 | 7  | 27 | 38 | -11  |
| 9    | Universidad             | 20  | 22 | 4  | 8  | 10 | 16 | 28 | -12  |
| 10   | AD Carmelita            | 18  | 22 | 4  | 6  | 12 | 29 | 38 | -9   |
| 11   | Guadalupe FC            | 16  | 22 | 3  | 7  | 12 | 22 | 36 | -14  |
| 12   | AD Municipal Liberia    | 14  | 22 | 4  | 2  | 16 | 23 | 57 | -34  |

| Légende : Qualifications et relégations | Légende : Qualifications et relégations          |
| --------------------------------------- | ------------------------------------------------ |
|                                         | Qualifié pour la finale et la seconde phase      |
|                                         | Qualifié pour la seconde phase                   |
|                                         | T Tenant du titre P Promu de la saison 2016-2017 |

| Résultats (▼dom., ►ext.)                                   | Alaj | Carm | Cart | Grec | Guad | Here | Lim | MunL | MunP | Sant | Sapr | Univ |
| LD Alajuelense                                             |      | 1-3  | 3-3  | 3-0  | 0-1  | 0-1  | 3-0 | 3-2  | 3-3  | 2-2  | 2-0  | 2-1  |
| AD Carmelita                                               | 1-1  |      | 1-1  | 0-1  | 3-1  | 0-1  | 1-4 | 0-1  | 2-1  | 1-1  | 0-2  | 1-2  |
| CS Cartagines                                              | 2-2  | 2-6  |      | 2-2  | 0-0  | 0-1  | 1-0 | 0-0  | 2-0  | 0-0  | 3-4  | 1-1  |
| Municipal Grecia                                           | 0-3  | 1-1  | 0-0  |      | 1-1  | 0-1  | 4-0 | 3-3  | 0-3  | 2-1  | 1-1  | 1-0  |
| Guadalupe FC                                               | 1-1  | 1-1  | 2-3  | 0-3  |      | 1-2  | 4-0 | 1-3  | 1-2  | 0-4  | 1-2  | 1-1  |
| CS Herediano                                               | 3-2  | 2-0  | 3-0  | 2-1  | 0-0  |      | 4-1 | 2-0  | 2-1  | 2-2  | 1-1  | 5-0  |
| AD Municipal Liberia                                       | 0-2  | 2-1  | 0-3  | 1-4  | 4-1  | 0-2  |     | 3-1  | 2-2  | 0-2  | 1-5  | 2-3  |
| Limon FC                                                   | 1-1  | 2-2  | 3-1  | 1-2  | 2-1  | 1-1  | 2-1 |      | 2-2  | 1-1  | 3-1  | 2-1  |
| Municipal Pérez Zeledon                                    | 3-2  | 3-1  | 3-3  | 2-2  | 1-1  | 0-1  | 4-0 | 2-0  |      | 4-1  | 1-2  | 3-1  |
| SD Santos                                                  | 2-1  | 3-2  | 4-0  | 5-0  | 0-2  | 1-4  | 4-2 | 2-2  | 4-0  |      | 3-2  | 0-0  |
| Deportivo Saprissa                                         | 2-0  | 4-2  | 3-0  | 6-1  | 1-0  | 1-1  | 4-0 | 5-2  | 1-2  | 1-2  |      | 1-0  |
| Universidad                                                | 0-1  | 1-0  | 0-0  | 1-2  | 2-1  | 0-0  | 0-0 | 1-1  | 0-1  | 0-2  | 1-1  |      |
| - Victoire à domicile - Match nul - Victoire à l'extérieur |      |      |      |      |      |      |     |      |      |      |      |      |

### Seconde phase
Lors de la seconde phase les quatre équipes qualifiées affrontent à deux reprises les trois autres équipes selon un calendrier tiré aléatoirement.
La meilleure équipe est directement qualifiées pour la finale.
Si cette équipe est la même que celle ayant remporté la phase régulière, alors il n'y a pas de finale de championnat.
Le classement est établi sur le barème de points classique (victoire à 3 points, match nul à 1, défaite à 0).
Le départage final se fait selon les critères suivants :
- Le nombre de points.
- La différence de buts générale.
- Le nombre de buts marqué.

| Rang | Équipe                  | Pts | J | G | N | P | Bp | Bc | Diff |
| ---- | ----------------------- | --- | - | - | - | - | -- | -- | ---- |
| 1    | Municipal Pérez Zeledon | 13  | 6 | 4 | 1 | 1 | 9  | 6  | +3   |
| 2    | Deportivo Saprissa T    | 10  | 6 | 3 | 1 | 2 | 7  | 6  | +1   |
| 3    | CS Herediano            | 6   | 6 | 2 | 0 | 4 | 5  | 5  | 0    |
| 4    | SD Santos               | 5   | 6 | 1 | 2 | 3 | 3  | 7  | -4   |

| Légende : Qualifications et relégations | Légende : Qualifications et relégations |
| --------------------------------------- | --------------------------------------- |
|                                         | Qualifié pour la finale                 |
|                                         | T Tenant du titre                       |

| Résultats (▼dom., ►ext.)                                   | Here | MunP | Sant | Sapr |
| CS Herediano                                               |      | 1-2  | 2-0  | 0-1  |
| Municipal Pérez Zeledon                                    | 1-0  |      | 1-0  | 3-2  |
| SD Santos                                                  | 0-2  | 1-1  |      | 0-0  |
| Deportivo Saprissa                                         | 1-0  | 2-1  | 1-2  |      |
| - Victoire à domicile - Match nul - Victoire à l'extérieur |      |      |      |      |

### Finale
| Match aller      | Municipal Pérez Zeledon | 1:0   | CS Herediano | Stade Municipal Pérez Zeledón |  |
| 20 décembre 2017 | 16e Jeikel Venegas      | (1:0) |              |                               |  |

| Match retour     | CS Herediano | 0:0 | Municipal Pérez Zeledon | Stade Eladio Rosabal Cordero |
| 23 décembre 2017 |              |     |                         |                              |

## Bilan du tournoi
| Tournoi d'ouverture du championnat de football du Costa Rica 2017 |                                     |
| Champion                                                          | Municipal Pérez Zeledon (1er titre) |
| Dauphin                                                           | CS Herediano                        |
| Qualifications continentales                                      |                                     |
| Ligue des champions de la CONCACAF 2019 Ligue de la CONCACAF 2018 | Municipal Pérez Zeledon             |

## Statistiques

### Buteurs
| Rang | Nom | Équipe | Buts |
| 1    |     |        |      |
| 2    |     |        |      |
| 3    |     |        |      |